# Karamoko Dembélé
Karamoko Kader Dembélé (Londres, 22 de febrero de 2003) es un futbolista británico que juega de extremo en el Queens Park Rangers F. C. de la EFL Championship. Es hermano del también futbolista Siriki Dembélé.

## Trayectoria
Tras empezar a formarse como futbolista desde los cinco años en el Park Villa B. C., desde 2008 hasta 2013, finalmente en 2013 se marchó a la disciplina del Celtic F. C. Jugó en el equipo sub-19 durante seis años más, hasta que finalmente el 19 de mayo de 2019 debutó con el primer equipo a los 16 años en el último encuentro de la temporada 2018/19 de la Scottish Premiership contra el Heart of Midlothian F. C., encuentro que finalizó con un resultado de 2-1, donde Dembélé entró al campo al comienzo de la segunda parte al sustituir a Oliver Burke.
El 5 de julio de 2022 puso fin a su etapa en Glasgow para jugar en el Stade Brestois 29 francés las siguientes cuatro temporadas. En la primera de ellas jugó 15 partidos en la Ligue 1 y la segunda y la tercera fue cedido al Blackpool F. C. y al Queens Park Rangers F. C. respectivamente. En este último equipo continuó una vez expiró la cesión.

## Clubes
| Club                      | País       | Año       | Partidos | Goles |
| ------------------------- | ---------- | --------- | -------- | ----- |
| Celtic F. C.              | Escocia    | 2019-2022 | 10       | 1     |
| Stade Brestois 29         | Francia    | 2022-2023 | 18       | 0     |
| Blackpool F. C. (cedido)  | Inglaterra | 2023-2024 | 47       | 9     |
| Queens Park Rangers F. C. | Inglaterra | 2024-     | 25       | 3     |

## Palmarés

### Títulos nacionales
| Título                     | Club         | País    | Año  |
| -------------------------- | ------------ | ------- | ---- |
| Scottish Premiership       | Celtic F. C. | Escocia | 2019 |
| Copa de la Liga de Escocia | Celtic F. C. | Escocia | 2020 |
| Scottish Premiership       | Celtic F. C. | Escocia | 2020 |
| Copa de Escocia            | Celtic F. C. | Escocia | 2020 |
| Copa de la Liga de Escocia | Celtic F. C. | Escocia | 2022 |
| Scottish Premiership       | Celtic F. C. | Escocia | 2022 |